# Fritz Malata
Fritz Malata   (Viena, 29 de setembre de 1882 - Frankfurt del Main, 20 de gener de 1949) va ser un pianista alemany.
En un principi a rebre una formació d'enginyeria el 1907-1909. va treballar com a enginyer als EUA. L'any 1911, sota la influència del director d'orquestra Fritz Steinbach, va decidir dedicar-se a la música. Va estudiar durant un temps al Conservatori de Colònia amb Lazzaro Uzielli, el 1913-1914. va treballar com a tutor i ajudant de Steinbach, que ocupava el càrrec de director general de música de Colònia. L'any 1914 va guanyar el concurs de pianistes de Colònia, celebrat cada dos anys pel famós fabricant de pianos Rud Ibach Sohn. Després va ser professor durant un breu temps a Bonn, i el 1916-1948. - al Conservatori Hoch de Frankfurt. El 1922 va ser un dels fundadors de la Societat Internacional per la Música Contemporània. Autor de transcripcions per a piano de Johann Sebastian Bach. Es va suïcidar.
La seva filla Veronica Malata (1915–2008) es va convertir en una famosa artista tèxtil a Àustria.